# くものすカルテット
くものすカルテットは、1998年に結成された日本のバンドである。俳優の片岡正二郎、映画監督の坪川拓史らが所属する。

## メンバー
- 片岡正二郎：唄／ヴァイオリン／マンドリン
- 坪川拓史：アコーディオン／ピアノ
- 明田蓑：ソプラノサックス／テナーサックス
- 佐々木香織：トロンボーン
- 平野広泰：ギター／バンジョー
- ワタナベエス：ウッドベース
- トーマス上原：パーカッション／チンドン

## 概要
阿佐ヶ谷のクラシック喫茶「ヴィオロン」で演奏する為に結成。当初は片岡、坪川、上原を中心に、名前の通りカルテット（四人編成）だった。東京を中心として活動しているが、坪川が北海道長万部町出身であるため、北海道での活動も多くみられる。
音楽性は、ロマ音楽、クレズマー、ブルース、ジャズ、チンドンなどの影響を感じさせる曲が多く、ロシア民謡や、（主に戦前の）日本の流行歌・歌謡曲なども演奏する。
一般的なライブハウスの他、野外でのライブ、レストランや酒場でのライブ、学校や病院への訪問ライブなど、幅広い会場での演奏活動を行っている。坪川の映画上映会に合わせてライブを行うこともあり、無声映画作品『十二月の三輪車』では、弁士・楽団を担当している。依頼に応じ、宣伝活動に協力する形でパフォーマンスの披露も行っている。
「メンバーは実は猫である」というコンセプトがあり、ライブでは猫風のメイクにスーツ・ドレスという衣装で演奏を行う。また、サックスの明田蓑は猫の頭のぬいぐるみを被って演奏を行う。
ライブでは、客席後ろから演奏しながらステージに入場し、開演することが通例となっており、ライブ中に数名のメンバーが客席に降りて演奏をすることもある。

## 作品

### アルバム
- 「おてあげ」（2003年）

1. 猫目
2. ムスタファ
3. まっかちん
4. まだ
5. オンテムバール
6. スルメと小父さん
7. 口八丁マーチ
8. うとうと猫の数へ方
9. アラビア
10. ワルツィング・マチルダ

- 「二枚目」（2006年）

1. みっつの星
2. ヒロヤスイング
3. プラハレンカ
4. まっかちん
5. みみずのフン
6. ○月のサンクトペテルブルグ
7. まだ
8. アラビア
9. ニヌファー
10. こげ茶びん

- 「ワルツ横丁」（2010年）

1. 燐寸じいさんの唄
2. しばらく
3. しじみしみじみ
4. デューン
5. ワインの馬鹿
6. 妹はモンキーバナナ
7. バレンチナ
8. うとうと猫の数へ方
9. リューバ
10. 君去りし後（AfterYou'veGone）
11. ワルツ横丁のテーマ
12. オンテムバール
13. 雨の環状七号線